# Heinrich von Stietencron

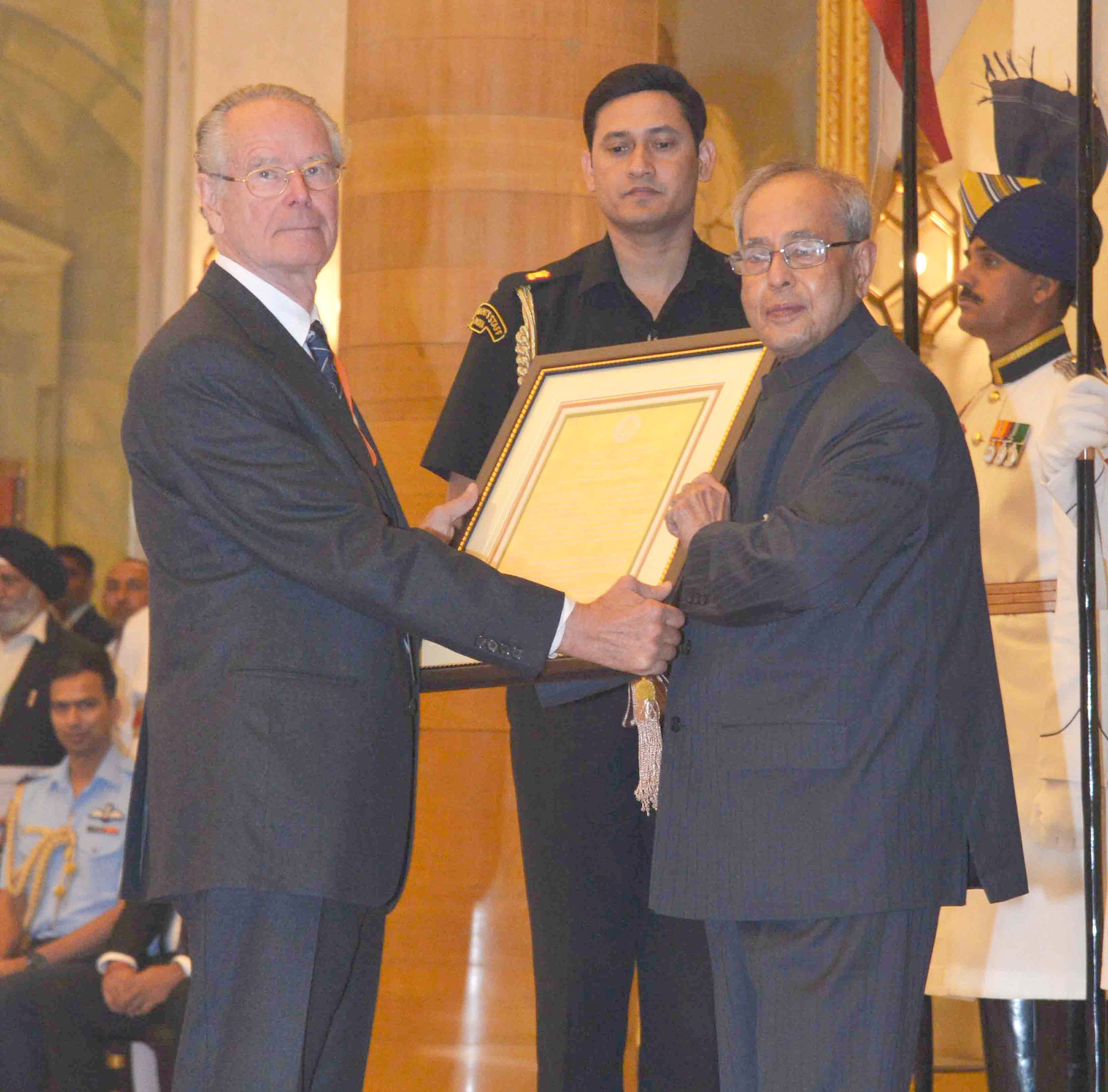
Heinrich von Stietencron (links) erhält vom indischen Staatspräsidenten Pranab Mukherjee die Auszeichnung Distinguished Indologist (2015)

Heinrich Hartwig Loki Freiherr von Stietencron (* 18. Juni 1933 in Ronco sopra Ascona, Italien; † 12. Januar 2018 in Tübingen) war ein deutscher Indologe und Religionswissenschaftler. Er lehrte von 1973 bis 1998 als Professor für Indologie und vergleichende Religionswissenschaft an der Universität Tübingen.

## Leben
Heinrich von Stietencron stammte aus dem Adelsgeschlecht Stietencron. Sein Vater Georg-Eduard von Stietencron (1888–1974) war im Ersten Weltkrieg Hauptmann der Schutztruppe in Deutsch-Ostafrika und später Übersetzer von Khalil Gibrans Hauptwerk Der Prophet ins Deutsche sowie Weltenbummler, der mit André Germain durch Afrika, China und Japan reiste. Der Geigenbauer und -restaurator Jürgen von Stietencron (1929–2020) war sein Bruder.
Er selbst studierte von 1957 bis 1965 Indologie, Altiranistik und Philosophie an der Universität München und an der Londoner School of Oriental and African Studies. Mit einer textkritischen und religionsgeschichtlichen Studie zum indischen Sonnenkult (Indische Sonnenpriester: Sāmba und die Śākadvīpīya-Brāhmạna) wurde er 1966 in München zum Dr. phil. promoviert. Danach war er Assistent von Hermann Berger am Heidelberger Südasien-Institut, wo er sich – nach einjähriger Feldforschung in Indien – 1972 mit einer Schrift über die Flussgöttinnen Gaṅgā und Yamunā habilitierte. Von 1970 bis 1976 arbeitete er zusammen mit indischen Wissenschaftlern in einem Forschungsprojekt über den Jagannath-Kult in Orissa. 
Als Nachfolger Paul Thiemes wurde von Stietencron 1973 auf die ordentliche Professur für Indologie und Vergleichende Religionswissenschaft an der Universität Tübingen berufen, wo er bis zu seiner Emeritierung 1998 lehrte. Von 1999 bis 2005 war er Leiter eines DFG-Projekts über Tempel in Orissa.
Heinrich von Stietencron war seit 1998 Mitglied der Heidelberger Akademie der Wissenschaften. 2004 erhielt er vom indischen Präsidenten die Auszeichnung „Padma Shri“, 2015 von der indischen Regierung die Auszeichnung Distinguished Indologist Award.

## Werke (Auswahl)
- Indische Sonnenpriester Sāmba und die Sākadvīpīya-Brāhmaṇa. Eine textkritische und religionsgeschichtliche Studie zum indischen Sonnenkult, Harrassowitz, Wiesbaden 1966 (Schriftenreihe des Südasieninstituts der Universität Heidelberg, Band 3) (Dissertation).
- Ganġā und Yamunā. Zur symbolischen Bedeutung der Flußgöttinnen an indischen Tempeln, Harrassowitz, Wiesbaden 1972 (Freiburger Beiträge zur Indologie, Band 5), ISBN 3-447-01464-4.
- Attraktion und Ausstrahlung. Das Wirken Rudolf von Roths. In: Gabriele Zeller (Bearb.): Rudolf von Roth 1821-1895. Die weite Welt nach Tübingen geholt (= Nachlaßverzeichnisse der Universitätsbibliothek Tübingen, Bd. 1). Harrassowitzm Wiesbaden 1996, S. 13–60, ISBN 3-447-03789-X.
- Christentum und Weltreligionen. Hinduismus, Piper, München 1999 (Serie Piper, Band 2055), ISBN 3-492-22055-X (zusammen mit Hans Küng).
- Der Hinduismus, Beck, München 2001 (Beck’sche Reihe, Band 2158), ISBN 3-406-44758-9 (3. Auflage 2010).
- Hindu myth, Hindu history. Religion, art, and politics, Permanent Black, Delhi 2005, ISBN 81-7824-122-6.
- The divine play on earth. Religious aesthetics and ritual in Orissa, India, Synchron Publishers, Heidelberg 2008, ISBN 978-3-939381-21-1 (zusammen mit Cornelia Mallebrein).